# Cephalaspidiformes
Cet article concerne l’ordre de poissons. Pour l’ordre de mollusques, voir Cephalaspidea.
Ordre
Groupes de rang inférieur
- † Cephalaspidae
- † Superciliaspis (genre incertae sedis)

Synonymes
- Cephalaspida[2]
- † Cephalaspidida Moy-Thomas et Mile, 1971[3]

Les Cephalaspidiformes (Cephalaspida ou Cephalaspidida) sont un ordre éteint de poissons sans mâchoires de la sous-classe des Ostéostracés.

## Liste des genres
Selon BioLib (29 décembre 2018) :
- genre Cephalaspis Agassiz, 1843 †

Selon Paleobiology Database (29 décembre 2018) :
- genre Aachenaspis
- non-classé Benneviaspidiformes
- genre Benneviaspis
- genre Darmuthia
- genre Fieldingaspis
- genre Ilemoraspis
- genre Kiaeraspis
- genre Oeselaspis
- genre Procephalaspis
- genre Saaremaaspis
- genre Sclerodus
- genre Tannuaspis
- genre Thyestes
- non-classé Thyestiida
- genre Timanaspis
- non-classé Tremataspidida
- genre Tuvaspis
- genre Tyriaspis
- genre Waengsjoeaspis